# Handball-Regionalliga
Die Handball-Regionalliga war von 1969 bis 1981 die zweithöchste und mit Einführung der 2. Bundesliga zur Saison 1981/82 die dritthöchste Spielklasse im deutschen Handball der Männer. Nach der Saison 2009/10 wurde die Regionalliga durch eine viergleisige 3. Liga ersetzt. Mit Beginn der Saison 2024/25 wird wieder eine bundesweite, in zehn Regionen aufgeteilte, Regionalliga ihren Spielbetrieb als vierthöchste Spielklasse aufnehmen.

## Geschichte
Die Handball-Regionalliga war in fünf Staffeln aufgeteilt. Jeder Regionalverband des Deutschen Handballbundes organisierte eine eigene Regionalliga, die gleichzeitig die höchste Spielklasse der Verbände war. Zwei der Regionalverbände, der Nordostdeutsche Handball-Verband und der Südwestdeutsche Handballverband, wurden im Jahr 2011 aufgelöst, der norddeutsche 2012 und der süddeutsche 2015. Einzig der Westdeutsche Handball-Verband (WHV) organisiert seit der Saison 2009/10 noch Meisterschaften im Regionalverband, allerdings nur für die Jugend und keine für Erwachsene. Die Sieger der Staffeln stiegen bis 1981 in die Handball-Bundesliga und ab 1982 in die 2. Bundesliga auf. Die Absteiger wurden in die Oberligen der jeweiligen Landesverbände eingegliedert.

### 2. Spielklasse in fünf Regionalligen
Drei Jahre nach Einführung der Handball-Bundesliga wurden mit Beginn der Saison 1969/70 die Regionalligen als Unterbau der (damals zweigleisigen) Bundesliga eingeführt. Zunächst erhielten die Regionalverbände Nord, West, Südwest und Süd eine Regionalliga. Ab der Saison 1972/73 bildeten die West-Berliner Vereine, die bis dahin in der Regionalliga Nord mitgespielt hatten, eine zusätzliche eigene Regionalliga. Dieser fünfzügige Aufbau blieb bis zum Jahr 2000 erhalten, wobei die einzelnen Regionalligen durchgängig (West) oder zeitweilig (Südwest und Süd) nochmals in zwei Staffeln aufgeteilt waren. Die Aufsteiger in die Bundesliga wurden in diesen Jahren nach verschiedenen Modi ermittelt, wobei zumeist drei Meister direkt aufstiegen und die beiden anderen Aufstiegsspiele abhalten mussten. Das direkte und indirekte Aufstiegsrecht wechselte dabei jährlich.
Meister von 1970 bis 1981 (zweitklassig)

Karte Regionalligen: Nordost, Nord, West, SW und Süd von 1991–2010

| Saison  | Nord                             | Berlin                    | West             | Südwest                 | Süd               |
| ------- | -------------------------------- | ------------------------- | ---------------- | ----------------------- | ----------------- |
| 1969/70 | Polizei SV Hannover              | -                         | SC Phönix Essen  | SG Dietzenbach          | TSV Milbertshofen |
| 1970/71 | Flensburger TB                   | -                         | SC Münster 08    | SG Dietzenbach          | TSV Birkenau      |
| 1971/72 | TV Grambke Bremen                | -                         | Bayer Leverkusen | TV 05/07 Hüttenberg     | TSG Oßweil        |
| 1972/73 | Polizei SV Hannover              | Reinickendorfer Füchse    | TuSEM Essen      | TSV 1846 Butzbach       | TV 1893 Neuhausen |
| 1973/74 | THW Kiel                         | Berliner SV 1892          | OSC Rheinhausen  | TS Steinheim 1874       | TuS Hofweier      |
| 1974/75 | TSV Altenholz                    | Reinickendorfer Füchse    | TuS Derschlag    | SG Dietzenbach          | TV 1893 Neuhausen |
| 1975/76 | TV Grambke Bremen                | Reinickendorfer Füchse II | TuS Nettelstedt  | TuS Eintracht Wiesbaden | TSG Oßweil        |
| 1976/77 | Polizei SV Hannover              | Reinickendorfer Füchse II | TV Angermund 09  | TS Steinheim 1874       | TV 1893 Neuhausen |
| 1977/78 | MTV Herzhorn (TV Grambke Bremen) | Reinickendorfer Füchse    | Bayer Leverkusen | Jahn Gensungen          | TSV 1896 Rintheim |
| 1978/79 | TSB Flensburg                    | Reinickendorfer Füchse    | TuSEM Essen      | SG Dietzenbach          | TSV Birkenau      |
| 1979/80 | HSG Hannover                     | Reinickendorfer Füchse    | Bayer Leverkusen | VfL Heppenheim          | VfL Günzburg      |
| 1980/81 | SG Weiche-Handewitt              | Reinickendorfer Füchse    | OSC Dortmund     | TSV Jahn Gensungen      | TuSpo Nürnberg    |

 Meister MTV Herzhorn verzichtete auf den Aufstieg, so konnte TV Grambke Bremen als Vizemeister nachrücken. * Nichtaufsteiger kursiv gedruckt

### 3. Spielklasse in fünf bzw. sechs Regionalligen
Mit Einführung der 2. Bundesliga im Sommer 1981 wurde die Regionalliga zur dritthöchsten Spielklasse. An der Einteilung der Ligen änderte dies zunächst nichts. Nach der Wiedervereinigung wurde die Regionalliga Berlin nach der Saison 1991/92 abgeschafft und stattdessen die Regionalliga Nordost eingeführt. Von 2000 bis 2005 existierte zusätzlich die Regionalliga Mitte. In diesen Jahren wurden die sechs Staffeln gemeinsam von den fünf Regionalverbänden als eine Liga organisiert und es war dadurch möglich, dass einzelne Vereine die Staffel wechselten. Nachdem der Nord- und Westdeutsche Handball-Verband (die als einzige Verbände übrigens keinen der dort spielenden Vereine stellten) den entsprechenden Vertrag gekündigt hatten, wurde die Regionalliga Mitte zum Ende der Spielzeit aufgelöst und die dort spielenden Vereine nach ihrer Verbandszugehörigkeit auf die restlichen Regionalligen verteilt. Von nun an unterhielt jeder Regionalverband seine eigene Regionalliga und ein Staffelwechsel war nicht mehr möglich. Der Unterbau der Regionalligen waren insgesamt 16 Oberligen, welche von den 22 Landesverbänden betrieben wurden.
Die Handball-Regionalliga Mitte kam in den Saisonen 2000/01 bis 2004/05 als sechste Regionalliga hinzu und wurde vom Südwestdeutschen Handballverband organisiert. Nach Schließung der RL-Mitte wurden die Vereine wieder auf die anderen fünf Regionalverbände verteilt.
Zur Saison 2010/11 wurde die Regionalliga der Männer durch eine viergleisige 3. Liga ersetzt, deren Einteilung unabhängig von Regional- oder Landesverbandsgrenzen vorgenommen wird. Zu diesem Zweck stiegen aus allen Regionalligen in der Saison 2009/10 die Mannschaften auf den Plätzen 11–16 ab.
Meister von 1981/82 bis 2009/10
| Saison    | Nord                       | Berlin 1                                | West                               | Südwest                             | Süd                         | Mitte              |
| --------- | -------------------------- | --------------------------------------- | ---------------------------------- | ----------------------------------- | --------------------------- | ------------------ |
| 1981/82   | TSV Altenholz              | Reinickendorfer Füchse II.              | HC TuRa Bergkamen                  | SC Saargold Lisdorf                 | TSV Heiningen 1892          |                    |
| 1982/83   | VfL Hameln                 | VfL Lichtenrade                         | TuS Derschlag * TSV Bayer Dormagen | SG Wallau/Mass. * TuS 04 Dansenberg | TSV 1895 Oftersheim         |                    |
| 1983/84   | SG Varel/Altjührden        | Berliner SV 1892                        | SG Köln/Longerich                  | TV 1890 Breckenheim                 | TSV Milbertshofen           |                    |
| 1984/85   | MTV Herzhorn               | VfL Lichtenrade                         | TV Emsdetten                       | VfL Heppenheim                      | VfL Pfullingen              |                    |
| 1985/86   | VfL Bad Schwartau          | TSV Tempelhof-Mariendorf                | SuS Oberaden                       | TSV Dutenhofen                      | SG Köndringen/Teningen      |                    |
| 1986/87   | MTV/PSV Braunschweig       | Berliner SV 1892                        | OSC Rheinhausen                    | TV Niederwürzbach                   | TSV Scharnhausen            |                    |
| 1987/88   | VfL Bad Schwartau          | SV Blau-Weiß Spandau                    | LTV Wuppertal                      | TV Gelnhausen                       | TSV 1896 Rintheim           |                    |
| 1988/89   | 1. SC Göttingen 05         | HSG BSV 92/OSC Berlin * VfL Lichtenrade | Eintracht Hagen                    | TV Eitra 1910                       | CSG Erlangen                |                    |
| 1989/90   | Bramstedter TS             | Reinickendorfer Füchse                  | TV Aldekerk                        | TuS Eintracht Wiesbaden             | TSV Rintheim                |                    |
| 1990/91   | 1. SC Göttingen 05         | ATV Berlin                              | TV Emsdetten                       | TuS 04 Kaiserslautern-Dansenberg    | TSG Oßweil                  |                    |
| 1991/92   | SG Flensburg-Handewitt II. | TSV Tempelhof-Mariendorf                | Spvg Versmold                      | TG Melsungen                        | TuS Fürstenfeldbruck        |                    |
| Saison    | Nord                       | Nordost 1                               | West                               | Südwest                             | Süd                         |                    |
| 1992/93   | HSG Nordhorn               | TSV Altenholz                           | TSG Altenhagen-Heepen              | TV Nieder-Olm                       | TSB Horkheim                |                    |
| 1993/94   | PSV Wilhelmshaven          | HSG Tarp-Wanderup                       | TSG Herdecke                       | TSG Groß-Bieberau                   | TV Schwetzingen 1864        |                    |
| 1994/95   | TV Jahn Duderstadt         | TSV Altenholz                           | Wuppertaler SV                     | TSG Friesenheim                     | TSV Östringen               |                    |
| 1995/96   | TV Grambke Bremen          | 1. SV Eberswalde                        | Sport-Ring Solingen-Höhscheid      | TV Altenkessel                      | HG Erlangen                 |                    |
| 1996/97   | FSV 1895 Magdeburg         | TSV Ellerbek                            | TV Angermund                       | HSG Gensungen-Felsberg              | TV 08 Willstätt             |                    |
| 1997/98   | Eintracht Hildesheim       | Stralsunder HV                          | HSG Mülheim-Kärlich/Bassenheim     | TV Altenkessel                      | Concordia Delitzsch         |                    |
| 1998/99   | SG VTB/Altjührden          | HSG Tarp-Wanderup                       | Ahlener SG                         | Eschweger TSV                       | TV Kornwestheim             |                    |
| 1999/2000 | Wilhelmshavener HV         | USV Cottbus                             | HC 93 Bad Salzuflen                | TV Kirchzell                        | HSG Kronau/Bad Schönborn    |                    |
| 2000/01   | TuS Spenge                 | SG Flensburg-Handewitt II               | HSG Römerwall                      | TuSpo Obernburg                     | HSG Konstanz                | SV Anhalt Bernburg |
| 2001/02   | HSG Augustdorf/Hövelhof    | Reinickendorfer Füchse                  | TSV Bayer Dormagen                 | TV Gelnhausen                       | TSG Oßweil                  | HSC Bad Neustadt   |
| 2002/03   | SG Achim/Baden             | SG Flensburg-Handewitt II               | HSG Römerwall                      | TSG Groß-Bieberau                   | HBW Balingen-Weilstetten    | HSC Landwehrhagen  |
| 2003/04   | OHV Aurich                 | HSV Insel Usedom                        | LTV Wuppertal                      | TV Hüttenberg                       | HG Oftersheim/Schwetzingen  | SG Werratal 92     |
| 2004/05   | TSV Hannover-Burgdorf      | HC Empor Rostock                        | ASV Hamm                           | TSG Münster                         | SG Bietigheim-Metterzimmern | SC Magdeburg II    |
| 2005/06   | SG Achim/Baden             | 1. VfL Potsdam                          | TUSEM Essen                        | TV Kirchzell                        | TV Bittenfeld               |                    |
| 2006/07   | TSV Hannover-Anderten      | LHC Cottbus                             | TV Korschenbroich                  | SG Wallau/Massenheim                | HSC 2000 Coburg             |                    |
| 2007/08   | TSV Bremervörde            | VfL Bad Schwartau                       | Leichlinger TV                     | TSG Groß-Bieberau                   | HC Erlangen                 |                    |
| 2008/09   | VfL Edewecht               | 1. VfL Potsdam                          | TV Korschenbroich                  | HG Saarlouis                        | TV 1893 Neuhausen           |                    |
| 2009/10   | HC Aschersleben            | Reinickendorfer Füchse II               | OSC 04 Rheinhausen                 | TV Groß-Umstadt                     | SG H2Ku Herrenberg          |                    |

- Alle Meister sind in die 2. Bundesliga aufgestiegen.
- 1982/83 sind die Vizemeister von West und Südwest ebenfalls aufgestiegen.
-  1988/89 Meister BSV/OSC Berlin verzichtete auf den Aufstieg, so konnte der VfL Lichtenrade als Vizemeister nachrücken.

### 4. Spielklasse in zehn Regionalligen
Mit Beginn der Saison 2024/25 wird wieder eine bundesweite, in zehn Regionen aufgeteilte, Regionalliga als vierthöchste Spielklasse eingeführt. Sie wird die bisher viertklassigen Oberligen ablösen. Die Regionalligen werden von den jeweiligen Landessportverbänden – zum Teil gemeinsam – veranstaltet. Den Anfang machte bereits ab 2016/17 die Regionalliga-Nordrhein. Die Umbenennung der Oberligen in Regionalligen tritt mit Wirkung zum 1. Juli 2024 in Kraft. Auch sollen die untergeordneten Ligen alle in Oberliga umbenannt werden.
Regionalligameister Nordrhein von 2016 bis 2024
| Saison  | Regionalliga Nordrhein   | Saison  | Regionalliga Nordrhein | Saison  | Regionalliga Nordrhein         |
| ------- | ------------------------ | ------- | ---------------------- | ------- | ------------------------------ |
| 2016/17 | HSG Bergische Panther    | 2019/20 | TuS 82 Opladen         | 2022/23 | Interaktiv Düsseldorf-Ratingen |
| 2017/18 | SG Langenfeld            | 2020/21 | Saison abgebrochen     | 2023/24 | TV Korschenbroich              |
| 2018/19 | MTV Rheinwacht Dinslaken | 2021/22 | TV Aldekerk            |         |                                |

- Alle Meister haben ihr Aufstiegsrecht für die 3. Liga wahrgenommen. 2019 verpasste der MTV Rheinwacht Dinslaken den Aufstieg in der Relegation, die aufgrund einer Verkleinerung der 2. Handball-Bundesliga notwendig geworden war.

#### Meister der Regionalliga ab 2025
| Saison  | Nord                           | Ostsee-Spree    | Mitteldeutschland       | Niedersachsen          | Westfalen              |
| ------- | ------------------------------ | --------------- | ----------------------- | ---------------------- | ---------------------- |
| 2024/25 | HG Hamburg-Barmbek             | HV GW Werder    | NHV Concordia Delitzsch | HSG Varel              | TSV GWD Minden 2       |
| 2025/26 | Saison in Vorbereitung         | in Vorbereitung | in Vorbereitung         | in Vorbereitung        | in Vorbereitung        |
| Saison  | Nordrhein                      | Südwest         | Hessen                  | Baden-Württemberg      | Bayern                 |
| 2024/25 | Interaktiv Düsseldorf-Ratingen | TV Homburg      | TSG Münster             | SG Köndringen/Teningen | TV 1861 Erlangen-Bruck |
| 2025/26 | Saison in Vorbereitung         | in Vorbereitung | in Vorbereitung         | in Vorbereitung        | in Vorbereitung        |

- Alle Meister bekommen das Aufstiegsrecht für die 3. Liga, für Niedersachsen und Baden-Württemberg sind auch die Vizemeister qualifiziert.  nicht aufgestiegen